# The Servant (группа)
The Servant была английской альтернативной группой, сформированной в Лондоне в 1998. Они популярны в Великобритании, Франции, Италии, других европейских странах и в западной Канаде.
Первым знакомством американских слушателей с их творчествоми была инструментальная версия песни Cells, использованная в трейлерах для фильма Город Грехов (Sin City). Инструментальная версия Cells не входит в число саундтреков этого фильма, но она может быть загружена через их веб-сайт. Cells также использовались в фильме Перевозчик 2 (The Transporter 2), наряду с их песней Body.
Начиная с трейлеров Sin City группа приобретает существенный успех в США — от них требуют новых записей и концертов.
Группа выпустила их четвертый альбом — How To Destroy A Relationship в 2006.
Перед достижением коммерческого успеха в 2004 с одноимённым альбомом, выпущенный Prolifica Records в Великобритании и Recall Group во Франции, The Servant выпускал также два мини-альбома: Mathematics в 1999 и With The Invisible в 2000.
26 ноября 2007 группа объявила на своём блоге на MySpace, что они распались, «чтобы идти дальше к новым высотам».

## Состав
- Dan Black — вокал, ритм-гитара
- Chris Burrows — гитара
- Matt Fisher — бас-гитара
- Trevor Sharpe — ударные (принимал участие в записи альбомов начиная с With the Invisible)

### Дэн Блэк
Дэн — вокалист этой группы. Он также играет на гитаре и автор большинства песен. Кроме того, Дэн известен как приглашенный вокалист итальянской группы Planet Funk. Его вокал был описан Тревором Бейкром как «молодой Liam Gallagher, если он был воспитан Квентином Криспом».

## Дискография

### Мини-альбомы
- Mathematics (1999)
- With the Invisible (2000)

### Студийные альбомы
- The Servant (2004)
- How To Destroy A Relationship (2006)

### Синглы
- In a Public Place (2001)
- Milk Chocolate (2001)
- Orchestra (2003)
- Liquefy (2004)
- Cells (2005)
- How To Destroy A Relationship (2006)
- Hey Lou Reed (2007)